# Copa d'Àfrica de Nacions 2019
La Copa d'Àfrica de Nacions 2019 fou la trenta-dosena edició de la Copa d'Àfrica de Futbol, i es disputà a Egipte del 21 de juny al 19 de juliol de 2019. També va ser la primera Copa d'Àfrica de Nacions ampliada de 16 a 24 equips. Camerun havia resultat electe per organitzar el torneig, però, el 30 de novembre de 2018 va anunciar la retirada de la seu als camerunesos. La decisió va ser presa com a conseqüència de l'auge de Boko Haram al país i la crisi social vigent a les regions anglòfones del mateix estat. Finalment, el comitè de disciplina de la CAF va anunciar que Egipte acolliria la Copa d'Àfrica de Nacions en substitució del Camerun.

## Selecció d'amfitrió
El 25 de gener de 2014 es van anunciar 6 candidats oficials per l'edició de 2019: Algèria, Costa d'Ivori, República Democràtica del Congo, Guinea, Zàmbia i Camerun (que reemplaçà la candidatura presentada per Gabon un any abans). La República Democràtica del Congo abandonà el juliol de 2014.
La decisió final fou presa el 20 de setembre de 2014 que atorgà l'organització de 2019 a Camerun, 2021 a Costa d'Ivori, i 2023 a Guinea.

### Nou procés d'elecció
Camerun no va poder complir amb el programa i la CAF anuncià un nou procés d'elecció. S'hi van presentar Egipte i Sud-àfrica. Egipte guanyà aquest segon concurs.
| Resultats  | Resultats |
| Nació      | Vots      |
| ---------- | --------- |
| Egipte     | 16        |
| Sud-àfrica | 1         |
| Abstenció  | 1         |
| Total      | 18        |

## Equips classificats

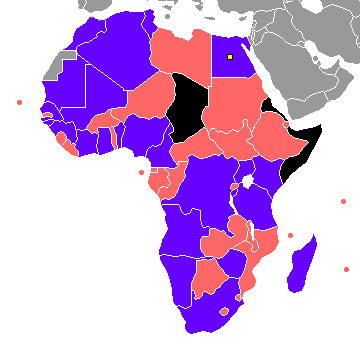
Classificats
No classificat
Desqualificat o no participà
No membre de la CAF

| Equip                           | Participacions anteriors | Última participació | Millor resultat                                     |
| ------------------------------- | ------------------------ | ------------------- | --------------------------------------------------- |
| Egipte                          | 23                       | 2017                | Campions (1957, 1959, 1986, 1998, 2006, 2008, 2010) |
| Madagascar                      | Debutants                | Debutants           | Debutants                                           |
| Tunísia                         | 18                       | 2017                | Campions (2004)                                     |
| Senegal                         | 14                       | 2017                | Finalistes (2002)                                   |
| Marroc                          | 16                       | 2017                | Campions (1976)                                     |
| Nigèria                         | 17                       | 2013                | Campions (1980, 1994, 2013)                         |
| Uganda                          | 6                        | 2017                | Finalistes (1978)                                   |
| Mali                            | 10                       | 2017                | Finalistes (1972)                                   |
| Guinea                          | 11                       | 2015                | Finalistes (1976)                                   |
| Algèria                         | 17                       | 2017                | Campions (1990)                                     |
| Mauritània                      | Debutants                | Debutants           | Debutants                                           |
| Costa d'Ivori                   | 22                       | 2017                | Campions (1992, 2015)                               |
| Kenya                           | 5                        | 2004                | Fase de grups (1972, 1988, 1990, 1992, 2004)        |
| Ghana                           | 21                       | 2017                | Campions (1963, 1965, 1978, 1982)                   |
| Angola                          | 7                        | 2013                | Quarter-finals (2008, 2010)                         |
| Burundi                         | Debutants                | Debutants           | Debutants                                           |
| Camerun                         | 18                       | 2017                | Campions (1984, 1988, 2000, 2002, 2017)             |
| Guinea Bissau                   | 1                        | 2017                | Fase de grups (2017)                                |
| Namíbia                         | 2                        | 2008                | Fase de grups (1998, 2008)                          |
| Zimbàbue                        | 3                        | 2017                | Fase de grups (2004, 2006, 2017)                    |
| República Democràtica del Congo | 18                       | 2017                | Campions (1968, 1974)                               |
| Benín                           | 3                        | 2010                | Fase de grups (2004, 2008, 2010)                    |
| Tanzània                        | 1                        | 1980                | Fase de grups (1980)                                |
| Sud-àfrica                      | 9                        | 2015                | Campions (1996)                                     |

## Seus
| El Caire                       | El Caire          | El Caire          |
| ------------------------------ | ----------------- | ----------------- |
| Estadi Internacional del Caire | Estadi 30 de Juny | Estadi Al-Salam   |
| Capacitat: 74,100              | Capacitat: 30,000 | Capacitat: 30,000 |
|                                |                   |                   |
| El CaireAlexandriaIsmaïliaSuez |                   |                   |
| Alexandria                     | Suez              | Ismaïlia          |
| Estadi d'Alexandria            | Estadi de Suez    | Estadi d'Ismaïlia |
| Capacitat: 19,676              | Capacitat: 27,000 | Capacitat: 18,525 |
|                                |                   |                   |

## Competició

### Primera fase

#### Grup A
| Pos | Equip      | PJ | PG | PE | PP | GF | GC | DG | Pts | Classificació          |
| --- | ---------- | -- | -- | -- | -- | -- | -- | -- | --- | ---------------------- |
| 1   | Egipte (H) | 3  | 3  | 0  | 0  | 5  | 0  | +5 | 9   | Avança a eliminatòries |
| 2   | Uganda     | 3  | 1  | 1  | 1  | 3  | 3  | 0  | 4   | Avança a eliminatòries |
| 3   | RD Congo   | 3  | 1  | 0  | 2  | 4  | 4  | 0  | 3   | Avança a eliminatòries |
| 4   | Zimbàbue   | 3  | 0  | 1  | 2  | 1  | 6  | −5 | 1   |                        |

| Egipte        | 1–0     | Zimbàbue |
| ------------- | ------- | -------- |
| Trézéguet 41' | Informe |          |

| República Democràtica del Congo | 0–2     | Uganda               |
| ------------------------------- | ------- | -------------------- |
|                                 | Informe | Kaddu 14' · Okwi 48' |

| Uganda   | 1–1     | Zimbàbue    |
| -------- | ------- | ----------- |
| Okwi 12' | Informe | Billiat 40' |

| Egipte                        | 2–0     | República Democràtica del Congo |
| ----------------------------- | ------- | ------------------------------- |
| A. Elmohamady 25' · Salah 43' | Informe |                                 |

| Uganda | 0–2     | Egipte                          |
| ------ | ------- | ------------------------------- |
|        | Informe | Salah 36' · A. Elmohamady 45+1' |

| Zimbàbue | 0–4     | República Democràtica del Congo                         |
| -------- | ------- | ------------------------------------------------------- |
|          | Informe | Bolingi 4' · Bakambu 34', 65' (pen.) · Assombalonga 78' |

#### Grup B
| Pos | Equip      | PJ | PG | PE | PP | GF | GC | DG | Pts | Classificació          |
| --- | ---------- | -- | -- | -- | -- | -- | -- | -- | --- | ---------------------- |
| 1   | Madagascar | 3  | 2  | 1  | 0  | 5  | 2  | +3 | 7   | Avança a eliminatòries |
| 2   | Nigèria    | 3  | 2  | 0  | 1  | 2  | 2  | 0  | 6   | Avança a eliminatòries |
| 3   | Guinea     | 3  | 1  | 1  | 1  | 4  | 3  | +1 | 4   | Avança a eliminatòries |
| 4   | Burundi    | 3  | 0  | 0  | 3  | 0  | 4  | −4 | 0   |                        |

| Nigèria    | 1–0     | Burundi |
| ---------- | ------- | ------- |
| Ighalo 77' | Informe |         |

| Guinea                       | 2–2     | Madagascar                     |
| ---------------------------- | ------- | ------------------------------ |
| Kaba 34' · Kamano 66' (pen.) | Informe | Abel 49' · Andriamatsinoro 55' |

| Nigèria    | 1–0     | Guinea |
| ---------- | ------- | ------ |
| Omeruo 73' | Informe |        |

| Madagascar        | 1–0     | Burundi |
| ----------------- | ------- | ------- |
| Ilaimaharitra 76' | Informe |         |

| Madagascar                              | 2–0     | Nigèria |
| --------------------------------------- | ------- | ------- |
| Nomenjanahary 13' · Andriamatsinoro 53' | Informe |         |

| Burundi | 0–2     | Guinea           |
| ------- | ------- | ---------------- |
|         | Informe | Yattara 25', 52' |

#### Grup C
| Pos | Equip    | PJ | PG | PE | PP | GF | GC | DG | Pts | Classificació          |
| --- | -------- | -- | -- | -- | -- | -- | -- | -- | --- | ---------------------- |
| 1   | Algèria  | 3  | 3  | 0  | 0  | 6  | 0  | +6 | 9   | Avança a eliminatòries |
| 2   | Senegal  | 3  | 2  | 0  | 1  | 5  | 1  | +4 | 6   | Avança a eliminatòries |
| 3   | Kenya    | 3  | 1  | 0  | 2  | 3  | 7  | −4 | 3   |                        |
| 4   | Tanzània | 3  | 0  | 0  | 3  | 2  | 8  | −6 | 0   |                        |

| Senegal                | 2–0     | Tanzània |
| ---------------------- | ------- | -------- |
| Keita 28' · Diatta 64' | Informe |          |

| Algèria                           | 2–0     | Kenya |
| --------------------------------- | ------- | ----- |
| Bounedjah 34' (pen.) · Mahrez 43' | Informe |       |

| Senegal | 0–1     | Algèria     |
| ------- | ------- | ----------- |
|         | Informe | Belaïli 49' |

| Kenya                       | 3–2     | Tanzània               |
| --------------------------- | ------- | ---------------------- |
| Olunga 39', 80' · Omolo 62' | Informe | Msuva 6' · Samatta 40' |

| Kenya | 0–3     | Senegal                         |
| ----- | ------- | ------------------------------- |
|       | Informe | Sarr 63' · Mané 71', 78' (pen.) |

| Tanzània | 0–3     | Algèria                        |
| -------- | ------- | ------------------------------ |
|          | Informe | Slimani 35' · Ounas 39', 45+1' |

#### Grup D
| Pos | Equip         | PJ | PG | PE | PP | GF | GC | DG | Pts | Classificació          |
| --- | ------------- | -- | -- | -- | -- | -- | -- | -- | --- | ---------------------- |
| 1   | Marroc        | 3  | 3  | 0  | 0  | 3  | 0  | +3 | 9   | Avança a eliminatòries |
| 2   | Costa d'Ivori | 3  | 2  | 0  | 1  | 5  | 2  | +3 | 6   | Avança a eliminatòries |
| 3   | Sud-àfrica    | 3  | 1  | 0  | 2  | 1  | 2  | −1 | 3   | Avança a eliminatòries |
| 4   | Namíbia       | 3  | 0  | 0  | 3  | 1  | 6  | −5 | 0   |                        |

| Marroc              | 1–0     | Namíbia |
| ------------------- | ------- | ------- |
| Keimuine 89' (p.p.) | Informe |         |

| Costa d'Ivori | 1–0     | Sud-àfrica |
| ------------- | ------- | ---------- |
| Kodjia 64'    | Informe |            |

| Marroc        | 1–0     | Costa d'Ivori |
| ------------- | ------- | ------------- |
| En-Nesyri 23' | Informe |               |

| Sud-àfrica | 1–0     | Namíbia |
| ---------- | ------- | ------- |
| Zungu 68'  | Informe |         |

| Sud-àfrica | 0–1     | Marroc        |
| ---------- | ------- | ------------- |
|            | Informe | Boussoufa 90' |

| Namíbia      | 1–4     | Costa d'Ivori                                |
| ------------ | ------- | -------------------------------------------- |
| Kamatuka 71' | Informe | Gradel 39' · Dié 58' · Zaha 84' · Cornet 89' |

#### Grup E
| Pos | Equip      | PJ | PG | PE | PP | GF | GC | DG | Pts | Classificació          |
| --- | ---------- | -- | -- | -- | -- | -- | -- | -- | --- | ---------------------- |
| 1   | Mali       | 3  | 2  | 1  | 0  | 6  | 2  | +4 | 7   | Avança a eliminatòries |
| 2   | Tunísia    | 3  | 0  | 3  | 0  | 2  | 2  | 0  | 3   | Avança a eliminatòries |
| 3   | Angola     | 3  | 0  | 2  | 1  | 1  | 2  | −1 | 2   |                        |
| 4   | Mauritània | 3  | 0  | 2  | 1  | 1  | 4  | −3 | 2   |                        |

| Tunísia           | 1–1     | Angola     |
| ----------------- | ------- | ---------- |
| Msakni 34' (pen.) | Informe | Djalma 73' |

| Mali                                                               | 4–1     | Mauritània          |
| ------------------------------------------------------------------ | ------- | ------------------- |
| Diaby 37' · Marega 45' (pen.) · A. Traoré II 55' · A. Traoré I 74' | Informe | El Hacen 72' (pen.) |

| Tunísia    | 1–1     | Mali           |
| ---------- | ------- | -------------- |
| Khazri 70' | Informe | Samassékou 60' |

| Mauritània | 0–0     | Angola |
| ---------- | ------- | ------ |
|            | Informe |        |

| Mauritània | 0–0     | Tunísia |
| ---------- | ------- | ------- |
|            | Informe |         |

| Angola | 0–1     | Mali        |
| ------ | ------- | ----------- |
|        | Informe | Haidara 37' |

#### Grup F
| Pos | Equip         | PJ | PG | PE | PP | GF | GC | DG | Pts | Classificació          |
| --- | ------------- | -- | -- | -- | -- | -- | -- | -- | --- | ---------------------- |
| 1   | Ghana         | 3  | 1  | 2  | 0  | 4  | 2  | +2 | 5   | Avança a eliminatòries |
| 2   | Camerun       | 3  | 1  | 2  | 0  | 2  | 0  | +2 | 5   | Avança a eliminatòries |
| 3   | Benín         | 3  | 0  | 3  | 0  | 2  | 2  | 0  | 3   | Avança a eliminatòries |
| 4   | Guinea Bissau | 3  | 0  | 1  | 2  | 0  | 4  | −4 | 1   |                        |

| Camerun                | 2–0     | Guinea Bissau |
| ---------------------- | ------- | ------------- |
| Yaya 66' · Bahoken 69' | Informe |               |

| Ghana                    | 2–2     | Benín        |
| ------------------------ | ------- | ------------ |
| A. Ayew 9' · J. Ayew 42' | Informe | Poté 2', 63' |

| Camerun | 0–0     | Ghana |
| ------- | ------- | ----- |
|         | Informe |       |

| Benín | 0–0     | Guinea Bissau |
| ----- | ------- | ------------- |
|       | Informe |               |

| Benín | 0–0     | Camerun |
| ----- | ------- | ------- |
|       | Informe |         |

| Guinea Bissau | 0–2     | Ghana                    |
| ------------- | ------- | ------------------------ |
|               | Informe | J. Ayew 46' · Partey 72' |

#### Rànquing dels equips del tercer lloc
| Pos | Equip      | PJ | PG | PE | PP | GF | GC | DG | Pts | Classificació          |
| --- | ---------- | -- | -- | -- | -- | -- | -- | -- | --- | ---------------------- |
| 1   | Guinea     | 3  | 1  | 1  | 1  | 4  | 3  | +1 | 4   | Avança a eliminatòries |
| 2   | RD Congo   | 3  | 1  | 0  | 2  | 4  | 4  | 0  | 3   | Avança a eliminatòries |
| 3   | Benín      | 3  | 0  | 3  | 0  | 2  | 2  | 0  | 3   | Avança a eliminatòries |
| 4   | Sud-àfrica | 3  | 1  | 0  | 2  | 1  | 2  | −1 | 3   | Avança a eliminatòries |
| 5   | Kenya      | 3  | 1  | 0  | 2  | 3  | 7  | −4 | 3   |                        |
| 6   | Angola     | 3  | 0  | 2  | 1  | 1  | 2  | −1 | 2   |                        |

### Eliminatòries
|  | Vuitens                                   | Vuitens                                    |                                            |       | Quarts      | Quarts      |                             |                             | Semifinals | Semifinals |  |  | Final | Final |
|  |                                           |                                            |                                            |       |             |             |                             |                             |            |            |  |  |       |       |
|  | 5 juliol – Estadi Internacional del Caire |                                            |                                            |       |             |             |                             |                             |            |            |  |  |       |       |
|  |                                           |                                            |                                            |       |             |             |                             |                             |            |            |  |  |       |       |
|  | Uganda                                    | 0                                          |                                            |       |             |             |                             |                             |            |            |  |  |       |       |
|  | Uganda                                    | 0                                          | 10 juliol – Estadi 30 de Juny              |       |             |             |                             |                             |            |            |  |  |       |       |
|  | Senegal                                   | 1                                          |                                            |       |             |             |                             |                             |            |            |  |  |       |       |
|  | Senegal                                   | 1                                          | Senegal                                    | 1     |             |             |                             |                             |            |            |  |  |       |       |
|  | 5 juliol – Estadi Al Salam                |                                            | Senegal                                    | 1     |             |             |                             |                             |            |            |  |  |       |       |
|  |                                           | Benín                                      | 0                                          |       |             |             |                             |                             |            |            |  |  |       |       |
|  | Marroc                                    | Benín                                      | 0                                          | 1 (1) |             |             |                             |                             |            |            |  |  |       |       |
|  | Marroc                                    |                                            | 14 juliol – Estadi 30 de Juny              | 1 (1) |             |             |                             |                             |            |            |  |  |       |       |
|  | Benín (p.)                                | 1 (4)                                      |                                            |       |             |             |                             |                             |            |            |  |  |       |       |
|  | Benín (p.)                                | 1 (4)                                      | Senegal (pr.)                              | 1     |             |             |                             |                             |            |            |  |  |       |       |
|  | 7 juliol – Estadi d'Alexandria            |                                            | Senegal (pr.)                              | 1     |             |             |                             |                             |            |            |  |  |       |       |
|  |                                           | Tunísia                                    | 0                                          |       |             |             |                             |                             |            |            |  |  |       |       |
|  | Madagascar (p.)                           | Tunísia                                    | 0                                          | 2 (4) |             |             |                             |                             |            |            |  |  |       |       |
|  | Madagascar (p.)                           | 11 juliol – Estadi Al-Salam                |                                            | 2 (4) |             |             |                             |                             |            |            |  |  |       |       |
|  | RD Congo                                  | 2 (2)                                      |                                            |       |             |             |                             |                             |            |            |  |  |       |       |
|  | RD Congo                                  | 2 (2)                                      | Madagascar                                 | 0     |             |             |                             |                             |            |            |  |  |       |       |
|  | 8 juliol – Estadi d'Ismaïlia              |                                            | Madagascar                                 | 0     |             |             |                             |                             |            |            |  |  |       |       |
|  |                                           | Tunísia                                    | 3                                          |       |             |             |                             |                             |            |            |  |  |       |       |
|  | Ghana                                     | Tunísia                                    | 3                                          | 1 (4) |             |             |                             |                             |            |            |  |  |       |       |
|  | Ghana                                     |                                            | 19 juliol – Estadi Internacional del Caire | 1 (4) |             |             |                             |                             |            |            |  |  |       |       |
|  | Tunísia (p.)                              | 1 (5)                                      |                                            |       |             |             |                             |                             |            |            |  |  |       |       |
|  | Tunísia (p.)                              | 1 (5)                                      | Senegal                                    | 0     |             |             |                             |                             |            |            |  |  |       |       |
|  | 8 juliol – Estadi de Suez                 |                                            | Senegal                                    | 0     |             |             |                             |                             |            |            |  |  |       |       |
|  |                                           | Algèria                                    | 1                                          |       |             |             |                             |                             |            |            |  |  |       |       |
|  | Mali                                      | Algèria                                    | 1                                          | 0     |             |             |                             |                             |            |            |  |  |       |       |
|  | Mali                                      | 11 juliol – Estadi de Suez                 |                                            | 0     |             |             |                             |                             |            |            |  |  |       |       |
|  | Costa d'Ivori                             | 1                                          |                                            |       |             |             |                             |                             |            |            |  |  |       |       |
|  | Costa d'Ivori                             | 1                                          | Marroc                                     | 1 (3) |             |             |                             |                             |            |            |  |  |       |       |
|  | 7 juliol – Estadi 30 de Juny              |                                            | Marroc                                     | 1 (3) |             |             |                             |                             |            |            |  |  |       |       |
|  |                                           | Algèria (p.)                               | 1 (4)                                      |       |             |             |                             |                             |            |            |  |  |       |       |
|  | Algèria                                   | Algèria (p.)                               | 1 (4)                                      | 3     |             |             |                             |                             |            |            |  |  |       |       |
|  | Algèria                                   |                                            | 14 juliol – Estadi Internacional del Caire | 3     |             |             |                             |                             |            |            |  |  |       |       |
|  | Guinea                                    | 0                                          |                                            |       |             |             |                             |                             |            |            |  |  |       |       |
|  | Guinea                                    | 0                                          | Algèria                                    | 2     |             |             |                             |                             |            |            |  |  |       |       |
|  | 6 juliol – Estadi d'Alexandria            |                                            | Algèria                                    | 2     |             |             |                             |                             |            |            |  |  |       |       |
|  |                                           | Nigèria                                    | 1                                          |       | Tercer lloc | Tercer lloc |                             |                             |            |            |  |  |       |       |
|  | Nigèria                                   | Nigèria                                    | 1                                          | 3     | Tercer lloc | Tercer lloc |                             |                             |            |            |  |  |       |       |
|  | Nigèria                                   | 10 juliol – Estadi Internacional del Caire | 10 juliol – Estadi Internacional del Caire | 3     |             |             | 17 juliol – Estadi Al Salam | 17 juliol – Estadi Al Salam |            |            |  |  |       |       |
|  | Camerun                                   | 10 juliol – Estadi Internacional del Caire | 10 juliol – Estadi Internacional del Caire | 2     |             |             | 17 juliol – Estadi Al Salam | 17 juliol – Estadi Al Salam |            |            |  |  |       |       |
|  | Camerun                                   | Nigèria                                    | 2                                          | 2     | Tunísia     | 0           |                             |                             |            |            |  |  |       |       |
|  | 6 juliol – Estadi Internacional del Caire | Nigèria                                    | 2                                          |       | Tunísia     | 0           |                             |                             |            |            |  |  |       |       |
|  |                                           | Sud-àfrica                                 | 1                                          |       | Algèria     | 1           |                             |                             |            |            |  |  |       |       |
|  | Egipte                                    | Sud-àfrica                                 | 1                                          | 0     | Algèria     | 1           |                             |                             |            |            |  |  |       |       |
|  | Egipte                                    |                                            |                                            | 0     |             |             |                             |                             |            |            |  |  |       |       |
|  | Sud-àfrica                                | 1                                          |                                            |       |             |             |                             |                             |            |            |  |  |       |       |
|  | Sud-àfrica                                | 1                                          |                                            |       |             |             |                             |                             |            |            |  |  |       |       |

#### Vuitens de final
| Marroc                       | 1–1 (pr.) | Benín                             |
| ---------------------------- | --------- | --------------------------------- |
| En-Nesyri 76'                | Informe   | Adilehou 53'                      |
| Tanda de penals              |           |                                   |
| Idrissi · Boufal · En-Nesyri | 1–4       | Verdon · Djigla · Anaane · Séïbou |

| Uganda | 0–1     | Senegal  |
| ------ | ------- | -------- |
|        | Informe | Mané 15' |

| Nigèria                     | 3–2     | Camerun                 |
| --------------------------- | ------- | ----------------------- |
| Ighalo 19', 63' · Iwobi 66' | Informe | Bahoken 41' · N'Jie 44' |

| Egipte | 0–1     | Sud-àfrica |
| ------ | ------- | ---------- |
|        | Informe | Lorch 85'  |

| Madagascar                            | 2–2 (pr.) | República Democràtica del Congo        |
| ------------------------------------- | --------- | -------------------------------------- |
| Amada 9' · Andriatsima 77'            | Informe   | Bakambu 21' · Mbemba 90'               |
| Tanda de penals                       |           |                                        |
| Amada · Métanire · Fontaine · Mombris | 4–2       | Tisserand · Bakambu · M'Poku · Bolasie |

| Algèria                              | 3–0     | Guinea |
| ------------------------------------ | ------- | ------ |
| Belaïli 24' · Mahrez 57' · Ounas 82' | Informe |        |

| Mali | 0–1     | Costa d'Ivori |
| ---- | ------- | ------------- |
|      | Informe | Zaha 76'      |

| Ghana                                          | 1–1 (pr.) | Tunísia                                 |
| ---------------------------------------------- | --------- | --------------------------------------- |
| Bedoui 90+2' (p.p.)                            | Informe   | Khenissi 73'                            |
| Tanda de penals                                |           |                                         |
| Wakaso · J. Ayew · Ekuban · Agbenyenu · Partey | 4–5       | Sliti · Khazri · Bronn · Meriah · Sassi |

#### Quarts de final
| Senegal   | 1–0     | Benín |
| --------- | ------- | ----- |
| Gueye 70' | Informe |       |

| Nigèria                          | 2–1     | Sud-àfrica |
| -------------------------------- | ------- | ---------- |
| Chukwueze 27' · Troost-Ekong 89' | Informe | Zungu 71'  |

| Costa d'Ivori                         | 1–1 (pr.) | Algèria                                         |
| ------------------------------------- | --------- | ----------------------------------------------- |
| Kodjia 62'                            | Informe   | Feghouli 20'                                    |
| Tanda de penals                       |           |                                                 |
| Kessié · Cornet · Bony · Gradel · Dié | 3–4       | Bensebaini · Slimani · Delort · Ounas · Belaïli |

| Madagascar | 0–3     | Tunísia                              |
| ---------- | ------- | ------------------------------------ |
|            | Informe | Sassi 52' · Msakni 60' · Sliti 90+3' |

#### Semifinals
| Senegal           | 1–0 (pr.) | Tunísia |
| ----------------- | --------- | ------- |
| Bronn 101' (p.p.) | Informe   |         |

| Algèria                                | 2–1     | Nigèria           |
| -------------------------------------- | ------- | ----------------- |
| Troost-Ekong 40' (p.p.) · Mahrez 90+5' | Informe | Ighalo 72' (pen.) |

#### 3r i 4t lloc
| Tunísia | 0–1     | Nigèria   |
| ------- | ------- | --------- |
|         | Informe | Ighalo 3' |

#### Final
| Senegal | 0–1     | Algèria      |
| ------- | ------- | ------------ |
|         | Informe | Bounedjah 2' |

## Campió
| Guanyador de Copa d'Àfrica 2019 |
| ------------------------------- |
| · Algèria · Segon títol         |

## Golejadors
5 gols
- [[Fitxer:Flag of Nigeria.svg|23x15px|border |alt=Nigèria|link=Selecció de futbol de Nigèria|{{#if:|]] Odion Ighalo

3 gols
- [[Fitxer:Flag of Algeria.svg|23x15px|border |alt=Algèria|link=Selecció de futbol d'Algèria|{{#if:|]] Riyad Mahrez
- [[Fitxer:Flag of Algeria.svg|23x15px|border |alt=Algèria|link=Selecció de futbol d'Algèria|{{#if:|]] Adam Ounas
- [[Fitxer:Flag of the Democratic Republic of the Congo.svg|23x15px|border |alt=República Democràtica del Congo|link=Selecció de futbol de la República Democràtica del Congo|{{#if:|]] Cédric Bakambu
- [[Fitxer:Flag of Senegal.svg|23x15px|border |alt=Senegal|link=Selecció de futbol del Senegal|{{#if:|]] Sadio Mané

2 gols
- [[Fitxer:Flag of Algeria.svg|23x15px|border |alt=Algèria|link=Selecció de futbol d'Algèria|{{#if:|]] Youcef Belaïli
- [[Fitxer:Flag of Algeria.svg|23x15px|border |alt=Algèria|link=Selecció de futbol d'Algèria|{{#if:|]] Baghdad Bounedjah
- [[Fitxer:Flag of Benin.svg|23x15px|border |alt=Benín|link=Selecció de futbol de Benín|{{#if:|]] Mickaël Poté
- [[Fitxer:Flag of Cameroon.svg|23x15px|border |alt=Camerun|link=Selecció de futbol del Camerun|{{#if:|]] Stéphane Bahoken
- [[Fitxer:Flag of Egypt.svg|23x15px|border |alt=Egipte|link=Selecció de futbol d'Egipte|{{#if:|]] Ahmed El Mohamady
- [[Fitxer:Flag of Egypt.svg|23x15px|border |alt=Egipte|link=Selecció de futbol d'Egipte|{{#if:|]] Mohamed Salah
- [[Fitxer:Flag of Ghana.svg|23x15px|border |alt=Ghana|link=Selecció de futbol de Ghana|{{#if:|]] Jordan Ayew
- [[Fitxer:Flag of Guinea.svg|23x15px|border |alt=Guinea|link=Selecció de futbol de Guinea|{{#if:|]] Mohamed Yattara
- [[Fitxer:Flag of Côte d'Ivoire.svg|23x15px|border |alt=Costa d'Ivori|link=Selecció de futbol de la Costa d'Ivori|{{#if:|]] Jonathan Kodjia
- [[Fitxer:Flag of Côte d'Ivoire.svg|23x15px|border |alt=Costa d'Ivori|link=Selecció de futbol de la Costa d'Ivori|{{#if:|]] Wilfried Zaha
- [[Fitxer:Flag of Kenya.svg|23x15px|border |alt=Kenya|link=Selecció de futbol de Kenya|{{#if:|]] Michael Olunga
- [[Fitxer:Flag of Madagascar.svg|23x15px|border |alt=Madagascar|link=Selecció de futbol de Madagascar|{{#if:|]] Carolus Andriamatsinoro
- [[Fitxer:Flag of Morocco.svg|23x15px|border |alt=Marroc|link=Selecció de futbol del Marroc|{{#if:|]] Youssef En-Nesyri
- [[Fitxer:Flag of South Africa.svg|23x15px|border |alt=Sud-àfrica|link=Selecció de futbol de Sud-àfrica|{{#if:|]] Bongani Zungu
- [[Fitxer:Flag of Tunisia.svg|23x15px|border |alt=Tunísia|link=Selecció de futbol de Tunísia|{{#if:|]] Youssef Msakni
- [[Fitxer:Flag of Uganda.svg|23x15px|border |alt=Uganda|link=Selecció de futbol d'Uganda|{{#if:|]] Emmanuel Okwi

1 gol
- [[Fitxer:Flag of Algeria.svg|23x15px|border |alt=Algèria|link=Selecció de futbol d'Algèria|{{#if:|]] Sofiane Feghouli
- [[Fitxer:Flag of Algeria.svg|23x15px|border |alt=Algèria|link=Selecció de futbol d'Algèria|{{#if:|]] Islam Slimani
- [[Fitxer:Flag of Angola.svg|23x15px|border |alt=Angola|link=Selecció de futbol d'Angola|{{#if:|]] Djalma
- [[Fitxer:Flag of Benin.svg|23x15px|border |alt=Benín|link=Selecció de futbol de Benín|{{#if:|]] Moise Adilehou
- [[Fitxer:Flag of Cameroon.svg|23x15px|border |alt=Camerun|link=Selecció de futbol del Camerun|{{#if:|]] Clinton N'Jie
- [[Fitxer:Flag of Cameroon.svg|23x15px|border |alt=Camerun|link=Selecció de futbol del Camerun|{{#if:|]] Banana Yaya
- [[Fitxer:Flag of the Democratic Republic of the Congo.svg|23x15px|border |alt=República Democràtica del Congo|link=Selecció de futbol de la República Democràtica del Congo|{{#if:|]] Britt Assombalonga
- [[Fitxer:Flag of the Democratic Republic of the Congo.svg|23x15px|border |alt=República Democràtica del Congo|link=Selecció de futbol de la República Democràtica del Congo|{{#if:|]] Jonathan Bolingi
- [[Fitxer:Flag of the Democratic Republic of the Congo.svg|23x15px|border |alt=República Democràtica del Congo|link=Selecció de futbol de la República Democràtica del Congo|{{#if:|]] Chancel Mbemba
- [[Fitxer:Flag of Egypt.svg|23x15px|border |alt=Egipte|link=Selecció de futbol d'Egipte|{{#if:|]] Trézéguet
- [[Fitxer:Flag of Ghana.svg|23x15px|border |alt=Ghana|link=Selecció de futbol de Ghana|{{#if:|]] André Ayew
- [[Fitxer:Flag of Ghana.svg|23x15px|border |alt=Ghana|link=Selecció de futbol de Ghana|{{#if:|]] Thomas Partey
- [[Fitxer:Flag of Guinea.svg|23x15px|border |alt=Guinea|link=Selecció de futbol de Guinea|{{#if:|]] Sory Kaba
- [[Fitxer:Flag of Guinea.svg|23x15px|border |alt=Guinea|link=Selecció de futbol de Guinea|{{#if:|]] François Kamano
- [[Fitxer:Flag of Côte d'Ivoire.svg|23x15px|border |alt=Costa d'Ivori|link=Selecció de futbol de la Costa d'Ivori|{{#if:|]] Maxwel Cornet
- [[Fitxer:Flag of Côte d'Ivoire.svg|23x15px|border |alt=Costa d'Ivori|link=Selecció de futbol de la Costa d'Ivori|{{#if:|]] Serey Dié
- [[Fitxer:Flag of Côte d'Ivoire.svg|23x15px|border |alt=Costa d'Ivori|link=Selecció de futbol de la Costa d'Ivori|{{#if:|]] Max Gradel
- [[Fitxer:Flag of Kenya.svg|23x15px|border |alt=Kenya|link=Selecció de futbol de Kenya|{{#if:|]] Johanna Omolo
- [[Fitxer:Flag of Madagascar.svg|23x15px|border |alt=Madagascar|link=Selecció de futbol de Madagascar|{{#if:|]] Anicet Abel
- [[Fitxer:Flag of Madagascar.svg|23x15px|border |alt=Madagascar|link=Selecció de futbol de Madagascar|{{#if:|]] Ibrahim Amada
- [[Fitxer:Flag of Madagascar.svg|23x15px|border |alt=Madagascar|link=Selecció de futbol de Madagascar|{{#if:|]] Faneva Imà Andriatsima
- [[Fitxer:Flag of Madagascar.svg|23x15px|border |alt=Madagascar|link=Selecció de futbol de Madagascar|{{#if:|]] Marco Ilaimaharitra
- [[Fitxer:Flag of Madagascar.svg|23x15px|border |alt=Madagascar|link=Selecció de futbol de Madagascar|{{#if:|]] Lalaïna Nomenjanahary
- [[Fitxer:Flag of Mali.svg|23x15px|border |alt=Mali|link=Selecció de futbol de Mali|{{#if:|]] Abdoulay Diaby
- [[Fitxer:Flag of Mali.svg|23x15px|border |alt=Mali|link=Selecció de futbol de Mali|{{#if:|]] Amadou Haidara
- [[Fitxer:Flag of Mali.svg|23x15px|border |alt=Mali|link=Selecció de futbol de Mali|{{#if:|]] Moussa Marega
- [[Fitxer:Flag of Mali.svg|23x15px|border |alt=Mali|link=Selecció de futbol de Mali|{{#if:|]] Diadie Samassékou
- [[Fitxer:Flag of Mali.svg|23x15px|border |alt=Mali|link=Selecció de futbol de Mali|{{#if:|]] Adama Traoré I
- [[Fitxer:Flag of Mali.svg|23x15px|border |alt=Mali|link=Selecció de futbol de Mali|{{#if:|]] Adama Traoré II
- [[Fitxer:Flag of Mauritania.svg|23x15px|border |alt=Mauritània|link=Selecció de futbol de Mauritània|{{#if:|]] Moctar Sidi El Hacen
- [[Fitxer:Flag of Morocco.svg|23x15px|border |alt=Marroc|link=Selecció de futbol del Marroc|{{#if:|]] Mbark Boussoufa
- [[Fitxer:Flag of Namibia.svg|23x15px|border |alt=Namíbia|link=Selecció de futbol de Namíbia|{{#if:|]] Joslin Kamatuka
- [[Fitxer:Flag of Nigeria.svg|23x15px|border |alt=Nigèria|link=Selecció de futbol de Nigèria|{{#if:|]] Samuel Chukwueze
- [[Fitxer:Flag of Nigeria.svg|23x15px|border |alt=Nigèria|link=Selecció de futbol de Nigèria|{{#if:|]] Alex Iwobi
- [[Fitxer:Flag of Nigeria.svg|23x15px|border |alt=Nigèria|link=Selecció de futbol de Nigèria|{{#if:|]] Kenneth Omeruo
- [[Fitxer:Flag of Nigeria.svg|23x15px|border |alt=Nigèria|link=Selecció de futbol de Nigèria|{{#if:|]] William Troost-Ekong
- [[Fitxer:Flag of Senegal.svg|23x15px|border |alt=Senegal|link=Selecció de futbol del Senegal|{{#if:|]] Keita Baldé
- [[Fitxer:Flag of Senegal.svg|23x15px|border |alt=Senegal|link=Selecció de futbol del Senegal|{{#if:|]] Krépin Diatta
- [[Fitxer:Flag of Senegal.svg|23x15px|border |alt=Senegal|link=Selecció de futbol del Senegal|{{#if:|]] Idrissa Gueye
- [[Fitxer:Flag of Senegal.svg|23x15px|border |alt=Senegal|link=Selecció de futbol del Senegal|{{#if:|]] Ismaïla Sarr
- [[Fitxer:Flag of South Africa.svg|23x15px|border |alt=Sud-àfrica|link=Selecció de futbol de Sud-àfrica|{{#if:|]] Thembinkosi Lorch
- [[Fitxer:Flag of Tanzania.svg|23x15px|border |alt=Tanzània|link=Selecció de futbol de Tanzània|{{#if:|]] Simon Msuva
- [[Fitxer:Flag of Tanzania.svg|23x15px|border |alt=Tanzània|link=Selecció de futbol de Tanzània|{{#if:|]] Mbwana Samatta
- [[Fitxer:Flag of Tunisia.svg|23x15px|border |alt=Tunísia|link=Selecció de futbol de Tunísia|{{#if:|]] Wahbi Khazri
- [[Fitxer:Flag of Tunisia.svg|23x15px|border |alt=Tunísia|link=Selecció de futbol de Tunísia|{{#if:|]] Taha Yassine Khenissi
- [[Fitxer:Flag of Tunisia.svg|23x15px|border |alt=Tunísia|link=Selecció de futbol de Tunísia|{{#if:|]] Ferjani Sassi
- [[Fitxer:Flag of Tunisia.svg|23x15px|border |alt=Tunísia|link=Selecció de futbol de Tunísia|{{#if:|]] Naïm Sliti
- [[Fitxer:Flag of Uganda.svg|23x15px|border |alt=Uganda|link=Selecció de futbol d'Uganda|{{#if:|]] Patrick Kaddu
- [[Fitxer:Flag of Zimbabwe.svg|23x15px|border |alt=Zimbàbue|link=Selecció de futbol de Zimbàbue|{{#if:|]] Khama Billiat

En pròpia porta
- [[Fitxer:Flag of Namibia.svg|23x15px|border |alt=Namíbia|link=Selecció de futbol de Namíbia|{{#if:|]] Itamunua Keimuine (contra Marroc)
- [[Fitxer:Flag of Nigeria.svg|23x15px|border |alt=Nigèria|link=Selecció de futbol de Nigèria|{{#if:|]] William Troost-Ekong (contra Algèria)
- [[Fitxer:Flag of Tunisia.svg|23x15px|border |alt=Tunísia|link=Selecció de futbol de Tunísia|{{#if:|]] Rami Bedoui (contra Ghana)
- [[Fitxer:Flag of Tunisia.svg|23x15px|border |alt=Tunísia|link=Selecció de futbol de Tunísia|{{#if:|]] Dylan Bronn (contra Senegal)

## Guardons
Millor jugador del torneig
- [[Fitxer:Flag of Algeria.svg|23x15px|border |alt=Algèria|link=Selecció de futbol d'Algèria|{{#if:|]] Ismaël Bennacer[63]

Màxim golejador
- [[Fitxer:Flag of Nigeria.svg|23x15px|border |alt=Nigèria|link=Selecció de futbol de Nigèria|{{#if:|]] Odion Ighalo
(5 goals)[64]

Millor porter
- [[Fitxer:Flag of Algeria.svg|23x15px|border |alt=Algèria|link=Selecció de futbol d'Algèria|{{#if:|]] Raïs M'Bolhi[64]

Millor jugador jove
- [[Fitxer:Flag of Senegal.svg|23x15px|border |alt=Senegal|link=Selecció de futbol del Senegal|{{#if:|]] Krépin Diatta[64]

Premi al joc net
- Senegal[64]

Equip ideal de la CAF
Font:
- Entrenador:  Djamel Belmadi

| Porter | Defenses | Centrecampistes | Davanters |
| --- | --- | --- | --- |
| [[Fitxer:Flag of Algeria.svg\|23x15px\|border \|alt=Algèria\|link=Selecció de futbol d'Algèria\|{{#if:\|]] Raïs M'Bolhi | [[Fitxer:Flag of Senegal.svg\|23x15px\|border \|alt=Senegal\|link=Selecció de futbol del Senegal\|{{#if:\|]] Kalidou Koulibaly [[Fitxer:Flag of Tunisia.svg\|23x15px\|border \|alt=Tunísia\|link=Selecció de futbol de Tunísia\|{{#if:\|]] Yassine Meriah [[Fitxer:Flag of Senegal.svg\|23x15px\|border \|alt=Senegal\|link=Selecció de futbol del Senegal\|{{#if:\|]] Lamine Gassama [[Fitxer:Flag of Senegal.svg\|23x15px\|border \|alt=Senegal\|link=Selecció de futbol del Senegal\|{{#if:\|]] Youssouf Sabaly | [[Fitxer:Flag of Senegal.svg\|23x15px\|border \|alt=Senegal\|link=Selecció de futbol del Senegal\|{{#if:\|]] Idrissa Gueye [[Fitxer:Flag of Algeria.svg\|23x15px\|border \|alt=Algèria\|link=Selecció de futbol d'Algèria\|{{#if:\|]] Adlène Guedioura [[Fitxer:Flag of Algeria.svg\|23x15px\|border \|alt=Algèria\|link=Selecció de futbol d'Algèria\|{{#if:\|]] Ismaël Bennacer | [[Fitxer:Flag of Nigeria.svg\|23x15px\|border \|alt=Nigèria\|link=Selecció de futbol de Nigèria\|{{#if:\|]] Odion Ighalo [[Fitxer:Flag of Senegal.svg\|23x15px\|border \|alt=Senegal\|link=Selecció de futbol del Senegal\|{{#if:\|]] Sadio Mané [[Fitxer:Flag of Algeria.svg\|23x15px\|border \|alt=Algèria\|link=Selecció de futbol d'Algèria\|{{#if:\|]] Riyad Mahrez |